# Campeonato Femenino de Fútbol de Asia Oriental de 2025
El Campeonato Femenino de Fútbol de Asia Oriental 2025 será la novena edición de ese torneo. Se desarrollará en Corea del Sur en julio de 2025.
El 1 de diciembre de 2023, la Federación de Fútbol de Asia Oriental anunció que el torneo se pospondría hasta 2025.

## Equipos participantes
El 17 de abril de 2023, la Federación de Fútbol de Asia Oriental anunció que siete equipos, incluidos China Taipei, Guam, Hong Kong, Macao, Mongolia, Corea del Norte y las Islas Marianas del Norte, competirían en la primera ronda preliminar por el cuarto puesto en la final, uniéndose a China, Japón y Corea del Sur.
| Ronda final                                                         | Ronda preliminar |
| ------------------------------------------------------------------- | --- |
| - Japón - China - Filipinas (invitado) - Corea del Sur (anfritrión) | - China Taipéi - Hong Kong - Guam - Mongolia - Macao (anfitrión y no clasificado) - Corea del Norte - Islas Marianas del Norte (no es miembro FIFA) |

## Ronda preliminar
El 5 de junio de 2023, la Federación de Fútbol de Asia Oriental confirmó que la ronda preliminar se llevaría a cabo en Zhuhai y Macao del 30 de noviembre al 6 de diciembre de 2023. Los 7 equipos se dividieron en dos grupos de tres o cuatro y jugaron un sistema de todos contra todos.

### Sedes
| Ciudad | Estadio                                                                                     | Capacidad |
| ------ | ------------------------------------------------------------------------------------------- | --------- |
| Zhuhai | Campo base de entrenamiento deportivo Suoka 1 Campo base de entrenamiento deportivo Suoka 2 | ?         |
| Taipa  | Estadio Campo Desportivo                                                                    | 16.272    |

### Grupo A
| Selección                | PJ | PG | PE | PP | GF | GC | Dif. | Pts |
| ------------------------ | -- | -- | -- | -- | -- | -- | ---- | --- |
| Corea del Norte          | 3  | 3  | 0  | 0  | 47 | 0  | +47  | 9   |
| Hong Kong                | 3  | 2  | 0  | 1  | 12 | 12 | 0    | 6   |
| Islas Marianas del Norte | 3  | 1  | 0  | 2  | 5  | 26 | −21  | 3   |
| Mongolia                 | 3  | 0  | 0  | 3  | 3  | 29 | −26  | 0   |

| Fecha                          | Lugar  |                          |                                     | Resultado |                                     |                          |
| ------------------------------ | ------ | ------------------------ | ----------------------------------- | --------- | ----------------------------------- | ------------------------ |
| 30 de noviembre de 2023, 10:00 | Zhuhai | Mongolia                 | Bandera de Mongolia                 | 3:4       | Bandera de Islas Marianas del Norte | Islas Marianas del Norte |
| 30 de noviembre de 2023, 16:00 | Zhuhai | Hong Kong                | Bandera de Hong Kong                | 0:11      | Bandera de Corea del Norte          | Corea del Norte          |
| 2 de diciembre de 2023, 10:00  | Zhuhai | Islas Marianas del Norte | Bandera de Islas Marianas del Norte | 1:6       | Bandera de Hong Kong                | Hong Kong                |
| 2 de diciembre de 2023, 16:00  | Zhuhai | Corea del Norte          | Bandera de Corea del Norte          | 19:0      | Bandera de Mongolia                 | Mongolia                 |
| 4 de diciembre de 2023, 10:00  | Zhuhai | Islas Marianas del Norte | Bandera de Islas Marianas del Norte | 0:17      | Bandera de Hong Kong                | Corea del Norte          |
| 4 de diciembre de 2023, 13:00  | Zhuhai | Hong Kong                | Bandera de Hong Kong                | 6:0       | Bandera de Mongolia                 | Mongolia                 |

### Grupo B
| Selección    | PJ | PG | PE | PP | GF | GC | Dif. | Pts |
| ------------ | -- | -- | -- | -- | -- | -- | ---- | --- |
| China Taipéi | 2  | 2  | 0  | 0  | 19 | 0  | +19  | 6   |
| Guam         | 2  | 1  | 0  | 1  | 6  | 3  | +3   | 3   |
| Macao        | 2  | 0  | 0  | 2  | 0  | 22 | −22  | 0   |

| Fecha                          | Lugar  |              |                         | Resultado |                         |              |
| ------------------------------ | ------ | ------------ | ----------------------- | --------- | ----------------------- | ------------ |
| 30 de noviembre de 2023, 13:00 | Zhuhai | Macao        | Bandera de Macao        | 0:16      | Bandera de China Taipéi | China Taipei |
| 2 de diciembre de 2023, 13:00  | Zhuhai | Macao        | Bandera de Macao        | 0:6       | Bandera de Guam         | Guam         |
| 4 de diciembre de 2023, 16:00  | Zhuhai | China Taipei | Bandera de China Taipéi | 3:0       | Bandera de Guam         | Guam         |

### Ronda de colocación

#### Disputa del quinto lugar
| Fecha                         | Lugar  |                          |                                     | Resultado |                  |       |
| ----------------------------- | ------ | ------------------------ | ----------------------------------- | --------- | ---------------- | ----- |
| 6 de diciembre de 2023, 13:00 | Zhuhai | Islas Marianas del Norte | Bandera de Islas Marianas del Norte | 4:0       | Bandera de Macao | Macao |

#### Disputa del tercer lugar
| Fecha                         | Lugar  |           |                      | Resultado      |                 |      |
| ----------------------------- | ------ | --------- | -------------------- | -------------- | --------------- | ---- |
| 6 de diciembre de 2023, 16:00 | Zhuhai | Hong Kong | Bandera de Hong Kong | 1:1 (4:2 pen.) | Bandera de Guam | Guam |

#### Disputa del primer lugar
| Fecha                         | Lugar |                 |                            | Resultado |                         |              |
| ----------------------------- | ----- | --------------- | -------------------------- | --------- | ----------------------- | ------------ |
| 7 de diciembre de 2023, 20:00 | Taipa | Corea del Norte | Bandera de Corea del Norte | 5:0       | Bandera de China Taipéi | China Taipei |

## Ronda final

### Sedes
| Ciudad   | Estadio                      | Capacidad |
| -------- | ---------------------------- | --------- |
| Suwon    | Estadio Mundialista de Suwon | 44.031    |
| Hwaseong | Hwaseong Sports Complex      | 35.265    |

### Clasificación
| Selección     | PJ | PG | PE | PP | GF | GC | Dif. | Pts |
| ------------- | -- | -- | -- | -- | -- | -- | ---- | --- |
| Japón         | 0  | 0  | 0  | 0  | 0  | 0  | 0    | 0   |
| China         | 0  | 0  | 0  | 0  | 0  | 0  | 0    | 0   |
| Corea del Sur | 0  | 0  | 0  | 0  | 0  | 0  | 0    | 0   |
| China Taipéi  | 0  | 0  | 0  | 0  | 0  | 0  | 0    | 0   |

### Resultados
| Fecha                      | Lugar    |               |                          | Resultado |                                       |               |
| -------------------------- | -------- | ------------- | ------------------------ | --------- | ------------------------------------- | ------------- |
| 9 de julio de 2025, 16:30  | Suwon    | Japón         | Bandera de Japón         | :         | Bandera de China Taipéi               | China Taipei  |
| 9 de julio de 2025, 20:00  | Suwon    | Corea del Sur | Bandera de Corea del Sur | :         | Bandera de la República Popular China | China         |
| 13 de julio de 2025, 16:30 | Hwaseong | China Taipei  | Bandera de China Taipéi  | :         | Bandera de la República Popular China | China         |
| 13 de julio de 2025, 20:00 | Hwaseong | Japón         | Bandera de Japón         | :         | Bandera de Corea del Sur              | Corea del Sur |
| 16 de julio de 2025, 16:00 | Suwon    | Japón         | Bandera de Japón         | :         | Bandera de la República Popular China | China         |
| 16 de julio de 2025, 19:30 | Suwon    | Corea del Sur | Bandera de Corea del Sur | :         | Bandera de China Taipéi               | China Taipei  |